# Hervin Ongenda
Hervin Ongenda (Parigi, 24 giugno 1995) è un calciatore francese di origini congolesi, attaccante del Botoșani.

## Carriera

### Club
Hervin Ongenda ha iniziato a giocare a pallone con il Paris FC all'età di 8 anni prima di entrare nel Les Lilas. Nel 2006 viene convinto dall'osservatore Pierre Reynaud del Paris Saint-Germain ad acquistarlo, dopo una doppietta proprio contro i parigini nella finale di un campionato giovanile. Nel 2011 è uno dei protagonisti, insieme a Rabiot, Kimpembe e Coman, della vittoria del Campionato nazionale under-17.
Dopo due stagioni nell'under-19, esordisce con la prima squadra del Paris Saint-Germain il 6 gennaio 2013 nella partita di Coppa di Francia vinta per 4-3 in casa dell'Arras.
Apre la stagione 2013-2014 vincendo la Supercoppa di Francia vinta per 2-1 sul Bordeaux il 3 agosto 2013: entrato in campo al 73' al posto di Javier Pastore, all'81' segna il gol del momentaneo pareggio. Il 9 agosto seguente esordisce in Ligue 1.
Dopo quattro giornale di campionato, il 1º settembre 2014 viene prestato al Bastia, con cui debutta nella partita successiva contro il Metz. A fine anno termina l'esperienza in Corsica con 16 presenze e zero marcature, facendo ritorno al PSG. Dal 2015 al 2017 gioca per la squadra della capitale ma trova poco spazio, segnando comunque il primo gol in Ligue 1 contro il Lorient. Al termine dell'esperienza col PSG riesce a mettere in bacheca, seppur da gregario, due Ligue 1, due Coppe di Lega e tre Supercoppe di Francia.
Il 24 gennaio 2017 viene acquistato dagli olandesi del PEC Zwolle, con cui però scende in campo in Eredivisie per soli 58 minuti. Dopo problemi di ambientamento e di lingua, il 4 luglio rescinde il contratto e rimane svincolato.
Successivamente all'ingaggio col Murcia (club di terza divisione spagnola), nell'estate 2018 si lega al Botoșani. Alla fine colleziona 54 presenze e sei reti con la squadra romena.
Il 13 gennaio 2020 approda a titolo definitivo in Italia, al ChievoVerona, con cui sottoscrive un contratto fino al giugno 2020 più l'opzione per le due stagioni successive.

### Nazionale
Ha partecipato agli Europei Under-17 del 2012.
Il 10 ottobre 2013 gioca la partita Armenia-Francia (1-4), valevole per le qualificazioni agli Europei Under-21 del 2015.

## Statistiche

### Presenze e reti nei club
Statistiche aggiornate al 12 novembre 2022.
| Stagione                     | Squadra                      | Campionato                   | Campionato | Campionato | Coppe nazionali | Coppe nazionali | Coppe nazionali | Coppe continentali | Coppe continentali | Coppe continentali | Altre coppe | Altre coppe | Altre coppe | Totale | Totale |
| Stagione                     | Squadra                      | Comp                         | Pres       | Reti       | Comp            | Pres            | Reti            | Comp               | Pres               | Reti               | Comp        | Pres        | Reti        | Pres   | Reti   |
| ---------------------------- | ---------------------------- | ---------------------------- | ---------- | ---------- | --------------- | --------------- | --------------- | ------------------ | ------------------ | ------------------ | ----------- | ----------- | ----------- | ------ | ------ |
| 2012-2013                    | Paris Saint-Germain 2        | CFA                          | 5          | 2          | -               | -               | -               | -                  | -                  | -                  | -           | -           | -           | 5      | 2      |
| 2013-2014                    | Paris Saint-Germain 2        | CFA                          | 12         | 2          | -               | -               | -               | -                  | -                  | -                  | -           | -           | -           | 12     | 2      |
| 2012-2013                    | Paris Saint-Germain          | L1                           | 0          | 0          | CF+CdL          | 1+0             | 0               | UCL                | 0                  | 0                  | -           | -           | -           | 1      | 0      |
| 2013-2014                    | Paris Saint-Germain          | L1                           | 6          | 0          | CF+CdL          | 1+0             | 0               | UCL                | 0                  | 0                  | SF          | 1           | 1           | 8      | 1      |
| ago. 2014                    | Paris Saint-Germain          | L1                           | 0          | 0          | CF+CdL          | 0               | 0               | UCL                | 0                  | 0                  | SF          | 1           | 0           | 1      | 0      |
| ago. 2014-2015               | Bastia 2                     | CFA 2                        | 6          | 2          | -               | -               | -               | -                  | -                  | -                  | -           | -           | -           | 6      | 2      |
| ago. 2014-2015               | Bastia                       | L1                           | 16         | 0          | CF+CdL          | 0+3             | 0               | -                  | -                  | -                  | -           | -           | -           | 19     | 0      |
| 2015-2016                    | Paris Saint-Germain 2        | CFA                          | 16         | 8          | -               | -               | -               | -                  | -                  | -                  | -           | -           | -           | 16     | 8      |
| 2016-gen. 2017               | Paris Saint-Germain 2        | CFA                          | 6          | 1          | -               | -               | -               | -                  | -                  | -                  | -           | -           | -           | 6      | 1      |
| Totale Paris Saint-Germain 2 | Totale Paris Saint-Germain 2 | Totale Paris Saint-Germain 2 | 39         | 13         |                 | -               | -               |                    | -                  | -                  |             | -           | -           | 39     | 13     |
| 2015-2016                    | Paris Saint-Germain          | L1                           | 5          | 1          | CF+CdL          | 1+0             | 0               | UCL                | 0                  | 0                  | -           | -           | -           | 6      | 1      |
| 2016-gen. 2017               | Paris Saint-Germain          | L1                           | 0          | 0          | CF+CdL          | 0               | 0               | UCL                | 0                  | 0                  | SF          | 0           | 0           | 0      | 0      |
| Totale Paris Saint-Germain   | Totale Paris Saint-Germain   | Totale Paris Saint-Germain   | 11         | 1          |                 | 3               | 0               |                    | 0                  | 0                  |             | 2           | 1           | 16     | 1      |
| gen.-giu. 2017               | PEC Zwolle                   | ED                           | 3          | 0          | CO              | -               | -               | -                  | -                  | -                  | -           | -           | -           | 3      | 0      |
| 2017-2018                    | Real Murcia                  | SDB                          | 2          | 0          | CR              | 0               | 0               | -                  | -                  | -                  | -           | -           | -           | 2      | 0      |
| 2018-2019                    | Botoșani                     | L1                           | 25+12      | 3          | CR              | 0               | 0               | -                  | -                  | -                  | -           | -           | -           | 37     | 3      |
| 2019-gen. 2020               | Botoșani                     | L1                           | 17         | 3          | CR              | 0               | 0               | -                  | -                  | -                  | -           | -           | -           | 17     | 3      |
| gen.-giu. 2020               | Chievo                       | B                            | 2+1        | 0          | CI              | -               | -               | -                  | -                  | -                  | -           | -           | -           | 3      | 0      |
| 2020-2021                    | Botoșani                     | L1                           | 23+8       | 1+3        | CR              | 2               | 0               | UEL                | -                  | -                  | -           | -           | -           | 33     | 4      |
| 2021-gen. 2022               | Botoșani                     | L1                           | 20         | 3          | CR              | 1               | 0               | -                  | -                  | -                  | -           | -           | -           | 21     | 3      |
| Totale Botoșani              | Totale Botoșani              | Totale Botoșani              | 85+20      | 10+3       |                 | 3               | 0               |                    | -                  | -                  |             | -           | -           | 108    | 13     |
| gen.-giu. 2022               | Apollōn Limassol             | A                            | 2+6        | 0+1        | CC              | -               | -               | UECL               | -                  | -                  | -           | -           | -           | 8      | 1      |
| 2022-2023                    | Apollōn Limassol             | A                            | 5          | 0          | CC              | 0               | 0               | UCL+UEL+UECL       | 2+2+4              | 1+0+0              | SC          | 0           | 0           | 13     | 1      |
| Totale Apollōn Limassol      | Totale Apollōn Limassol      | Totale Apollōn Limassol      | 7+6        | 0+1        |                 | 0               | 0               |                    | 8                  | 1                  |             | 0           | 0           | 21     | 2      |
| Totale carriera              | Totale carriera              | Totale carriera              | 198        | 30         |                 | 9               | 0               |                    | 8                  | 1                  |             | 2           | 1           | 217    | 32     |

## Palmarès

### Club

#### Competizioni nazionali
- Supercoppa francese: 3

Paris Saint-Germain: 2013, 2014, 2015
- Coppa di Lega francese: 2

Paris Saint-Germain: 2013-2014, 2015-2016
- Campionato francese: 2

Paris Saint-Germain: 2013-2014, 2015-2016
- Campionato cipriota: 1

Apollōn Limassol: 2021-2022